# Lobocla
Lobocla este un gen de fluturi din familia Hesperiidae. 

## Specii
- Lobocla bifasciata
- Lobocla germana
- Lobocla liliana
- Lobocla proximus
- Lobocla simplex